# Lucheng (Kangding)
Lucheng léase:Lu-Chéng (en chino:炉城镇, pinyin:Lúchéng) es un poblado bajo la administración directa de la ciudad-condado de Kangding, capital de la Prefectura autónoma tibetana de Garzê, provincia de Sichuán, República Popular China. La ciudad está ubicada en las laderas de las montañas Da, en la ribera del río Zhedo a una altitud promedio de 2560 m sobre el nivel del mar. Su área total es de 201 km² y su población total para 2014 es de 50 mil habitantes.
La ciudad se estableció en 1958, en 1963 se renombró como Chengguan (城关镇) y en 1984 toma su nombre original que tiene actualmente.
- Datos: Q14072020